# Elizabeth R
Elizabeth R foi uma série dramática britânica exibida pela BBC em seis episódios, entre 17 de fevereiro e 24 de março de 1971. Estrelando Glenda Jackson no papel titulo.
Esta série foi exibida em Portugal na RTP1, em 1972, às quartas-feiras, às 22 horas, após o "Telejornal".

## Produção
A produção foi filmada em uma variedade de locais, incluindo Penshurst Place, que dobrou como terreno do castelo da rainha e Chiddingstone em Kent.

## Sinopse
Narra o longo e soberano reinado da Rainha Elizabeth I, desde a conturbada subida ao trono, ao dominio de todo um reino, transformando-se numa das mais bem sucedidas monarcas da história.

## Episódios
1. The Lion's Cub
2. The Marriage Game
3. Shadow in the Sun
4. Horrible Conspiracies
5. The Enterprise of England
6. Sweet England's Pride

## Transmissão
A série foi transmitida em outros países: Holanda (26 de Janeiro de 1972), Polónia (13 de fevereiro de 1972), EUA(13 de fevereiro de 1972) Bélgica (07 de setembro de 1973) Grécia (Outono de 1974) e na Austrália sobre o Australian Broadcasting Corporation (estréia em Melbourne às 20:00 Domingo 10 de outubro de 1971, e novamente em 1978).

## Elenco
- Glenda Jackson .... Elizabeth I
- Robert Hardy .... Robert Dudley
- Ronald Hines .... Sir William Cecil
- Michael Williams .... François, Duke de Anjou
- Robin Ellis .... Robert Devereux
- Stephen Murray ....  Sir Francis Walsingham
- John Shrapnel .... Thomas Radclyffe
- Jason Kemp .... Eduardo VI de Inglaterra
- Daphne Slater .... Rainha Mary I
- Vivian Pickles .... Mary, Rainha da Escócia
- Hamilton Dyce .... Amyas Paulet
- Rachel Kempson .... Kat Ashley
- Peter Jeffrey .... Filipe II de Espanha
- David Collings .... Anthony Babington
- Bernard Holley .... Gilbert Gifford
- John Woodvine .... Sir Francis Drake
- John Nettleton .... Sir Francis Bacon
- Angela Thorne .... Lettice Knollys
- James Laurenson .... Jean de Simier
- Hugh Dickson .... Robert Cecil
- Nicholas Selby .... Sir Walter Raleigh
- Margaretta Scott .... Catherine de' Medici
- John Ronane .... Thomas Seymour
- Bernard Hepton .... Tomás Cranmer(Arcebispo Cranmer)
- Basil Dignam .... Stephen Gardiner (Bispo Gardiner)
- Rosalie Crutchley .... Catherine Parr
- Brian Wilde .... Richard Topcliffe

## Produção e curiosidades
- O episódio final da série foi exibido em 24 de Março, o aniversário de 368 da morte da rainha Elizabeth I.
- Somente para a personagem de Glenda Jackson foram produzidos mais de 200 vestidos. Alguns figurinos foram tão fortemente acolchoadas que a atriz mal conseguia dobrar os braços. Outros eram tão pesadas que ela tinha que ficar sentada enquanto os usam. E alguns costumes eram tão grandes que Jackson encontrou dificuldade para passar pelas portas do estúdio.
- Elizabeth R. foi lançado em DVD pela BBC/Warner em 2001
- È talvez a mais bem sucedida cinebiografia da vida da Rainha Elizabeth I. Assim como a atuação de Glenda Jackson.

## Principais prêmios
- Emmy
  - Melhor Série Dramatica
  - Melhor Atriz em Série Dramatica (Glenda Jackson)
  - Melhor Atriz em Minisserie ou Filme para a TV (Glenda Jackson)
  - Melhor Figurino

- Royal Television Society
  - Melhor Figurino